# I Wanna Be with You (singolo Mandy Moore)
I Wanna Be with You è un singolo della cantante statunitense Mandy Moore, pubblicato il 3 aprile 2000 come primo estratto dal secondo album in studio omonimo (terzo contando i singoli Candy e Walk Me Home, estratti dal primo album in studio So Real e inclusi anche in I Wanna Be with You).
La canzone fa parte della colonna sonora del film Il ritmo del successo.

## Tracce
12"
- Side A

1. I Wanna Be With You (Soul Solution Extended Mix) – 10:15

- Side B

1. I Wanna Be With You (Soul Solution Dub Mix) – 9:04
2. I Wanna Be With You (Soul Solution Radio Edit) – 4:21

CD (Australia)
1. I Wanna Be With You – 4:12
2. Let Me Be the One – 3:48
3. Candy (Rhythm Masters club Mix) – 7:35
4. I Wanna Be With You (Soul Solution remix - extended) – 10:16

## Video musicale
Il videoclip della canzone è stato diretto da Nigel Dick.

## Classifiche

### Classifiche settimanali
| Classifica (2000) | Posizione massima |
| ----------------- | ----------------- |
| Australia         | 13                |
| Irlanda           | 34                |
| Regno Unito       | 21                |
| Stati Uniti       | 24                |

### Classifiche di fine anno
| Classifica (2000) | Posizione |
| ----------------- | --------- |
| Australia         | 70        |